# Port lotniczy Neuchâtel
Port lotniczy Neuchâtel – szwajcarski port lotniczy położony w miejscowości Neuchâtel, w kantonie Neuchâtel.